# Гейдж, Лукас
Лукас Гейдж (англ. Lukas Gage, род. 28 мая 1995 года, Сан-Диего, Калифорния, США) — американский актёр.

## Биография
Лукас Гейдж родился 28 мая 1995 года в Сан-Диего, штат Калифорния.
С 2012 года он сыграл около 50 ролей в кино и на телевидении, в том числе в фильмах «Скауты против зомби», «Нация убийц», «Дом у дороги», «Пятый битл», сериалах «Супергёрл», «Вероника Марс», «Навстречу тьме», «Сплетница» и других. Наиболее заметными стали работы в таких проектах как «Американский вандал», «Эйфория», «С любовью, Виктор», «Белый лотос» и «Анджелин».
В 2023 Гейдж появился в ролях Адама Пратта в многосерийном триллере «Ты» и Ларса Олмстеда в пятом сезоне криминальной антологии «Фарго».
В 2024 году снялся в фильме ужасов «Улыбка 2», в 2025 — в фантастическом триллере «Компаньон».
Гейдж — гей, был замужем за парикмахером-стилистом Крисом Эпплтоном.

## Фильмография

### Кино
| Год  | Русское название       | Оригинальное название                 | Роль   | Примечания |
| ---- | ---------------------- | ------------------------------------- | ------ | ---------- |
| 2015 | Скауты против зомби    | Scouts Guide to the Zombie Apocalypse | Трэвис |            |
| 2018 | Нация убийц            | Assassination Nation                  | Эрик   |            |
| 2019 | Вирм                   | Wyrm                                  | Дилан  |            |
| 2024 | Дом у дороги           | Road House                            | Билли  |            |
| 2024 | Улыбка 2               | Smile 2                               | Льюис  |            |
| 2025 | Компаньон              | Companion                             | Патрик |            |
| 2025 | Обрезка розовых кустов | Rosebush Pruning                      |        |            |

### Телевидение
| Год  | Русское название       | Оригинальное название | Роль             | Примечания      |
| ---- | ---------------------- | --------------------- | ---------------- | --------------- |
| 2017 | Американский вандал    | American Vandal       | Брэндон Гэллоуэй | 1 сезон         |
| 2019 | Эйфория                | Euphoria              | Тайлер Кларксон  | 4 эпизода       |
| 2020 | Без связи              | Wireless              | Джейк            | 8 эпизодов      |
| 2022 | Анджелин               | Angelyne              | Макс Аллен       |                 |
| 2023 | Ты                     | You                   | Адам             | 4 сезон         |
| 2024 | Детективы с того света | Dead Boy Detectives   | Кэт Кинг         | Регулярная роль |